# 미드나잇 스페셜 (영화)
《미드나잇 스페셜》(Midnight Special)은 2016년 공개된 미국의 SF 영화이다.

## 출연

### 주연
- 마이클 섀넌
- 커스틴 던스트
- 제이든 리버허
- 조엘 에저튼
- 아담 드라이버

### 조연
- 샘 쉐퍼드
- 폴 스팍스
- 다나 고우리어
- 스콧 헤이즈
- 케리 카힐
- 빌 캠프
- 제임스 더몬트
- 빌리 슬로터
- 웨인 페레
- 데이비드 젠슨
- 가렛 하인즈
- 제임스 모세스 블랙

## 기타
- 책임프로듀서: 스티븐 므누친